# Accumulateur nickel-cadmium
 (avril 2012).
Si vous disposez d'ouvrages ou d'articles de référence ou si vous connaissez des sites web de qualité traitant du thème abordé ici, merci de compléter l'article en donnant les références utiles à sa vérifiabilité et en les liant à la section « Notes et références ».

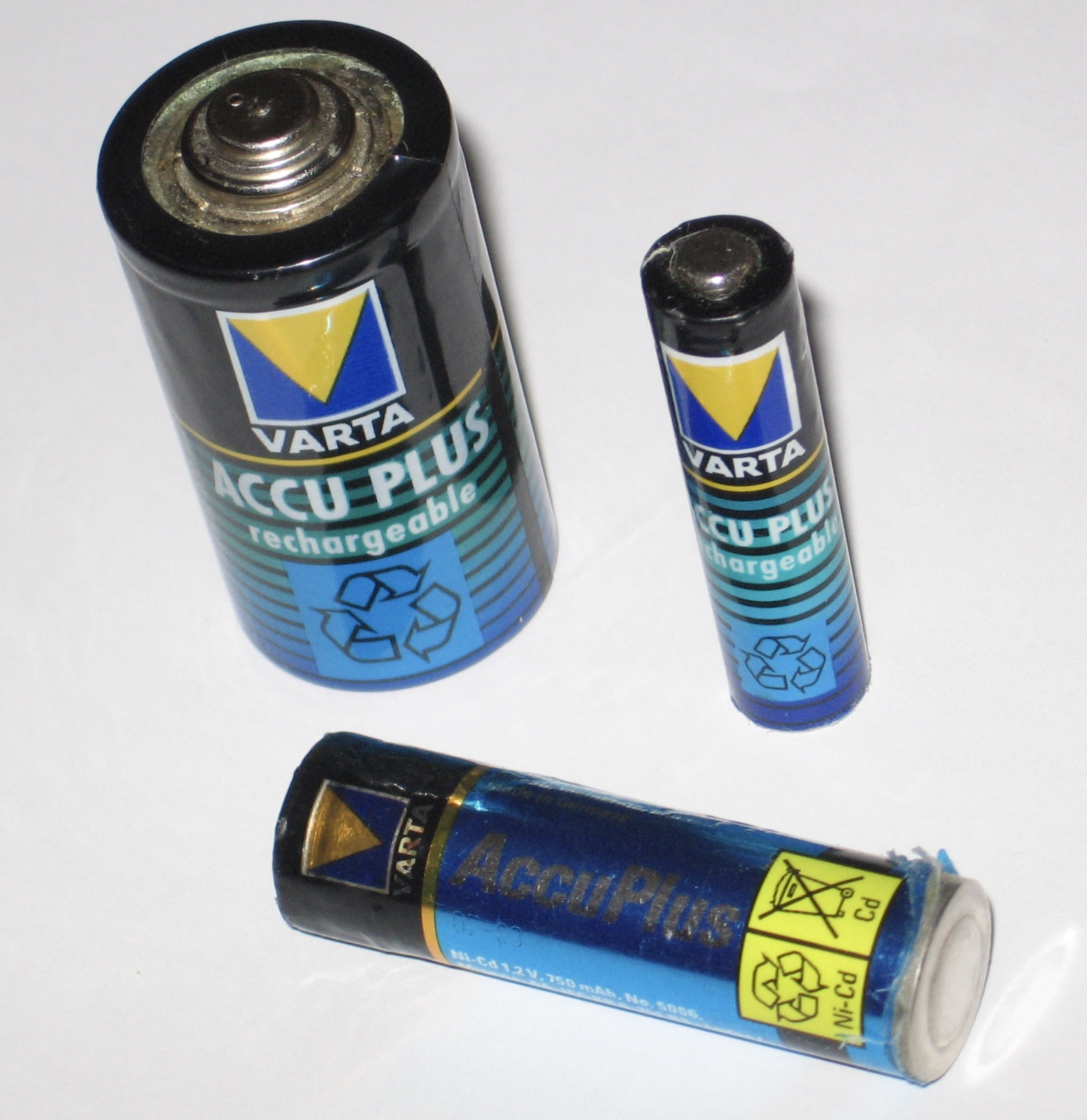
Quelques tailles d'accumulateur Ni-Cd.

Un accumulateur nickel-cadmium ou Ni-Cd est un accumulateur électrique rechargeable utilisant de l'hydroxyde de nickel et du cadmium comme électrodes. 
L'appellation « NiCad » est usuelle, mais erronée, puisque les symboles des éléments chimiques comprennent une ou deux lettres au plus.

## Histoire
En 1899 est brevetée la première batterie nickel-cadmium par le Suédois Waldmar Jungner.
En 1947, l'étanchéïfication complète de l’accumulateur est permise par le Français Neumann.
Ce procédé se développe avec les produits électroportatifs. 
En 2006 et 2016, il commence à être interdit en Europe pour les particuliers.

## Accumulateurs grand public
En ce qui concerne les accumulateurs grand public (appelés communément à tort piles rechargeables, et nommés accumulateurs portables dans le jargon de la directive européenne 2006/66/CE qui encadre les piles et accumulateurs en UE), la technologie Ni-Cd est aujourd'hui relativement dépassée en matière de performances. Par ailleurs, cette technologie d'accumulateurs portables est interdite dans l'Union européenne à la suite de la directive 2006/66/CE. Ces produits sont remplacés par les batteries NiMH, eux-mêmes concurrencés par les batteries Li-ion.

## Accumulateurs industriels
En ce qui concerne les accumulateurs industriels (par conséquent pas utilisés par les ménages), la situation est quelque peu différente puisque ces accumulateurs conservent des avantages importants par rapport aux autres technologies disponibles. Ils sont en effet d'une grande fiabilité électrique (résistance à la surcharge) et mécanique (résistance aux chocs) et tolèrent une large plage de température (de −50 °C à +70 °C). De plus, ils jouissent naturellement d'une longue durée de vie (communément de 12 à 15 ans, et pouvant atteindre 20 ans). C'est pour ces raisons qu'ils sont généralement retenus pour des applications de sécurité où ils contribuent à la protection des personnes et des biens dans des domaines d'utilisation exigeants. Les domaines principaux d'utilisation sont la sécurité aéronautique (la quasi-totalité des avions commerciaux sont équipés de batteries de secours Ni-Cd), la sécurité ferroviaire (il en est de même pour les trains à grande vitesse), la fiabilité des réseaux d'accès difficiles (télécommunication, données et énergie).
À partir de 1994, en Europe le groupe BMZ (issu du groupe Saft) s'est fait une spécialité de la conception à façon de packs d'accumulateurs nickel-cadmium, pour les adapter à de nombreux types de besoins.
Cependant, la présence de substances toxiques, écotoxiques et dangereuses (6 % de cadmium) au sein de ces produits rend impératif que le détenteur confie les accumulateurs NiCd industriels usagés à un site de traitement autorisé pour assurer son recyclage conformément à la législation en vigueur. Les producteurs de ces accumulateurs sont tenus d'apporter un conseil en matière de choix du recycleur.
Dans le domaine industriel, cette technologie est parfois en concurrence avec la technologie plomb/acide (mêmes contraintes sur le produit usagé par suite de la présence de substances toxiques, écotoxiques et dangereuses : acide et 60 % de plomb) et la technologie Ni-MH (assez peu développée). D'autres technologies se développent pour des marchés très spécialisés (ex. : militaire, médical, énergies renouvelables intermittentes…).

## Electrochimie
Un accumulateur Ni–Cd est composé :
- d'une bande d'électrode positive en oxyhydroxyde de nickel,
- d'une bande d'électrode négative en cadmium,
- d'un séparateur (en),
- d'un électrolyte alcalin (hydroxyde de potassium).

Les accumulateurs Ni–Cd possèdent habituellement un boîtier métallique avec un capot de fermeture équipé d'une soupape de sécurité auto-obturante. Les bandes d’électrodes positives et négatives, isolées l’une de l’autre par le séparateur, sont enroulées en forme de spirale à l’intérieur du boîtier. C’est ce qu’on appelle la conception en rouleau de gelée (en anglais 'jelly-roll') et permet à un accumulateur Ni-Cd de fournir un courant maximal beaucoup plus élevé qu’une pile alcaline de taille équivalente. Les piles alcalines ont une construction en bobine où le boîtier est rempli d’électrolyte et contient une tige de graphite qui agit comme électrode positive. Comme une zone relativement petite de l’électrode est en contact avec l’électrolyte (par opposition à la conception jelly-roll), la résistance interne d’une pile alcaline de taille équivalente est plus élevée, ce qui limite le courant maximum pouvant être délivré.
Lors de la décharge, les réactions chimiques au niveau de l'électrode de cadmium sont :
{\displaystyle {\ce {Cd + 2OH^- -> Cd(OH)2 + 2e^-}}}
Les réactions au niveau de l'électrode en oxyde de nickel sont :
{\displaystyle {\ce {2NiO(OH) + 2H2O + 2e^- -> 2Ni(OH)2 + 2OH^-}}}
La réaction nette lors de la décharge est :
{\displaystyle {\ce {Cd + 2Ni(OH)3 -> Cd(OH)2 + 2Ni(OH)2.}}}
Lors de la charge, les réactions vont de droite à gauche. L'électrolyte alcalin (habituellement du KOH) n'est pas consommé dans cette réaction et par conséquent sa densité relative, contrairement aux batteries au plomb, n’est pas un indicateur de son état de charge.
Lorsque Jungner construisit les premiers accumulateurs Ni–Cd, il utilisa de l'oxyde de nickel pour l'électrode positive, et des matériaux à base de fer et de cadmium pour l'électrode négative. Ce n'est que plus tard que du cadmium métallique pur et de l'hydroxyde de nickel furent utilisés. Jusqu'en 1960, la réaction chimique n'était pas complètement comprise. Il y eut plusieurs spéculations quant aux produits de réaction. Le débat fut finalement résolu par la spectroscopie infrarouge, qui révéla de l'hydroxyde de cadmium et de l'hydroxyde de nickel.
Une autre évolution historique importante de l'accumulateur Ni–Cd de base est l'ajout d'hydroxyde de lithium à l'électrolyte en hydroxyde de potassium. On croyait que cela prolongeait la durée de vie en rendant l'accumulateur plus résistant aux utilisations abusives. L'accumulateur Ni–Cd dans sa forme moderne est de toute façon extrêmement résistant à ces abus, c'est pourquoi cette pratique a été abandonnée.

## Avantages du NiCd
- Charge simple et rapide, même après une longue période de stockage, et notamment à froid.
- Grande durée de vie en nombre de cycles de charge et de décharge.
- Conserve ses performances à basse température et ne vieillit pas prématurément à haute température.
- Résistance interne très faible.
- Stockage aisé, quel que soit son niveau de charge.

## Faiblesses du NiCd
- Faible densité énergétique.
- Auto-décharge assez rapide (20 % par mois).
- Sensibilité à l'effet mémoire.
- Contient des substances dangereuses (6 % de cadmium) ce qui implique qu'il doit être collecté en fin de vie pour recyclage.
- Coût d'achat plus élevé que la technologie standard.

## Pratique
Quand on parle de décharger complètement une batterie, cela sous-entend de ne pas descendre en dessous de 1 V par élément. Ceci est la tension minimale en dessous de laquelle l'élément ne doit jamais descendre sous peine de destruction partielle, voire complète. La décharge se déroule en trois phases :
1. Une chute rapide de la tension vers la valeur de 1,2 V par élément ;
2. Une longue plage où la tension reste stable à cette valeur ;
3. Une chute rapide de la tension, c'est là qu'il faut impérativement arrêter la décharge avant la destruction.

La longueur de ces phases est fonction du courant débité. Pour une décharge optimale, il faut se conformer aux indications données par le constructeur en fonction de la technologie et des caractéristiques de l'accumulateur. En fonction de leur technologie les accumulateurs peuvent débiter plus ou moins de courant pour une même capacité.

## Législation

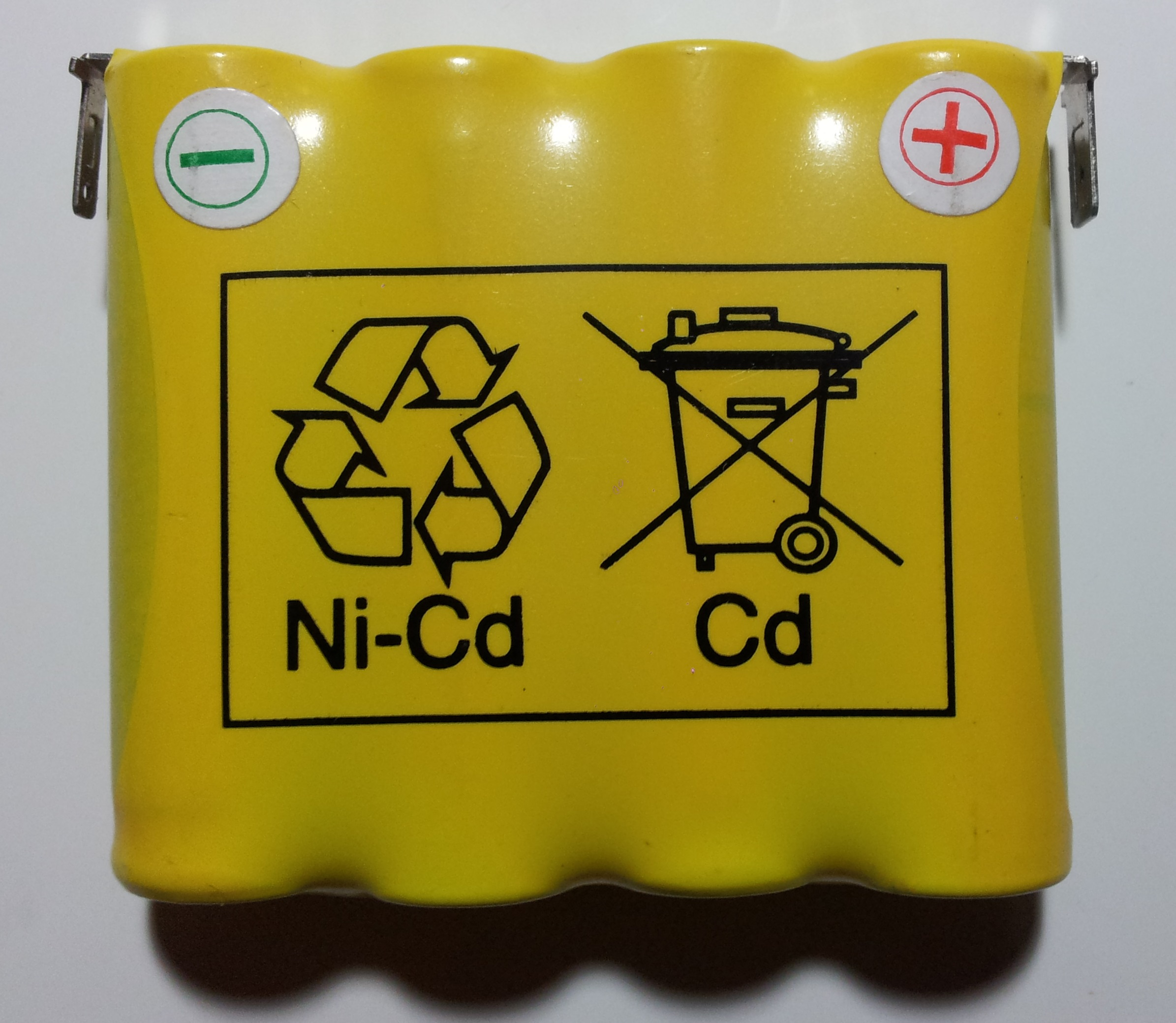
Pictogramme d'un accumulateur NiCd indiquant que la cadmium doit suivre un circuit spécial et ne doit pas être mélangé aux déchets usuels

Un encadrement très strict de la mise sur le marché européen de cette technologie a été institué par la directive 2006/66/CE publiée au JOUE le 6 septembre 2006. Cet encadrement a été mis en œuvre par les transpositions de cette directive dans chaque législation nationale des 28 États-membres de l'Union Européenne, transpositions qui sont intervenues dans les 24 mois qui ont suivi la date de publication de cette directive. 
Entre autres prescriptions, cette directive prévoit l'interdiction de l'utilisation du cadmium dans les accumulateurs portables, à l'exception des accumulateurs destinés aux systèmes d'urgence et d'alarme, ainsi qu'aux équipements médicaux et à l'outillage électroportatif sans fil. L'exemption concernant l'outillage électroportatif sans fil prendra fin le 31 décembre 2016.
Les accumulateurs Ni-Cd conçus pour un usage industriel ou professionnel ne sont pas concernés par cette interdiction. En effet, des systèmes performants de collecte et de recyclage en fin de vie ont été mis en place par leurs producteurs, permettant ainsi d'éviter qu'ils ne finissent dans les décharges ou les incinérateurs.